# فهرست فرودگاه‌های لبنان

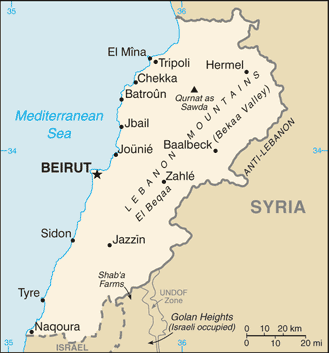
نقشهٔ لبنان

این مقاله شامل فهرست فرودگاه‌های لبنان است که بر پایهٔ مکان آن‌ها مرتب شده است.

## فرودگاه‌ها
| مکان              | ایکائو            | یاتا              | نام فرودگاه                                             |
| فرودگاه‌های همگانی | فرودگاه‌های همگانی | فرودگاه‌های همگانی | فرودگاه‌های همگانی                                       |
| ----------------- | ----------------- | ----------------- | ------------------------------------------------------- |
| بیروت             | OLBA              | BEY               | فرودگاه بین‌المللی رفیق حریری بیروت / پایگاه هوایی بیروت |
| فرودگاه‌های نظامی  |                   |                   |                                                         |
| Nahr al-Bared     | OLKA              | KYE               | پایگاه هوایی رنه مواواد                                 |
| ریاق، لبنان       | OLRA              |                   | پایگاه هوایی ریاق                                       |
| حامات             |                   |                   | پایگاه هوایی ووجه الهاجر                                |